# Чэн Цзяо
Чэн Цзяо ― китайская паралимпийская пловчиха. Трёхкратная чемпионка летних Паралимпийских игр 2016 года в Рио-де-Жанейро. Двукратная чемпионка мира МПК по плаванию 2017 года.

## Биография
Родилась 28 апреля 1994 года в округе Анькан, провинция Шэньси, КНР. У нее врожденный церебральный паралич. Начала заниматься спортом в 2005 году в провинции Шэньси Китайской Народной Республики.

## Спортивная карьера
На летних Паралимпийских играх 2016 года в Рио-де-Жанейро Чэн Цзяо завоевала три золотые медали, выиграв заплывы на дистанциях 50 метров на спине среди женщин S4 с результатом 48,11., 50 метров брассом — 58,28, и в индивидуальных соревнованиях SM4 на 150 метров комплексным плаванием среди женщин — 2: 49,69.
На Чемпионате мира МПК по плаванию 2017 года в Мехико Чэн Цзяо стала двукратной чемпионкой, победив в заплывах на дистанции 50 метров брасс SB3 и 50 метров на спине S4. Кроме этого выиграла серебряную медаль в заплыве на 50 метров на спине S4 и бронзу на дистанции 50 метров вольным стилем S4.
Через два на Чемпионате мира МПК по плаванию 2019 года в Лондоне её результаты были скромнее: второе место в заплыве на 150 метров индивидуальное плавание SM4, и третье место в 100 метров брассом SB4.
На Азиатских Паралимпийских играх 2018 года в Джакарте она выиграла две бронзовые медали в дисциплинах: 100 метров вольный стиль — S5 и 50 метров вольный стиль — S5.
На летних Паралимпийских играх 2020 в Токио Чэн Цзяо завоевала серебряную медаль в заплыве на 200 метров индивидуальное комплексное плавание SM5.

## Награды и звания
Всекитайская федерация женщин назвала ее знаменосцем 8 марта в знак признания ее достижений на Паралимпийских играх 2016 года в Рио-де-Жанейро.